# Nordalbanien

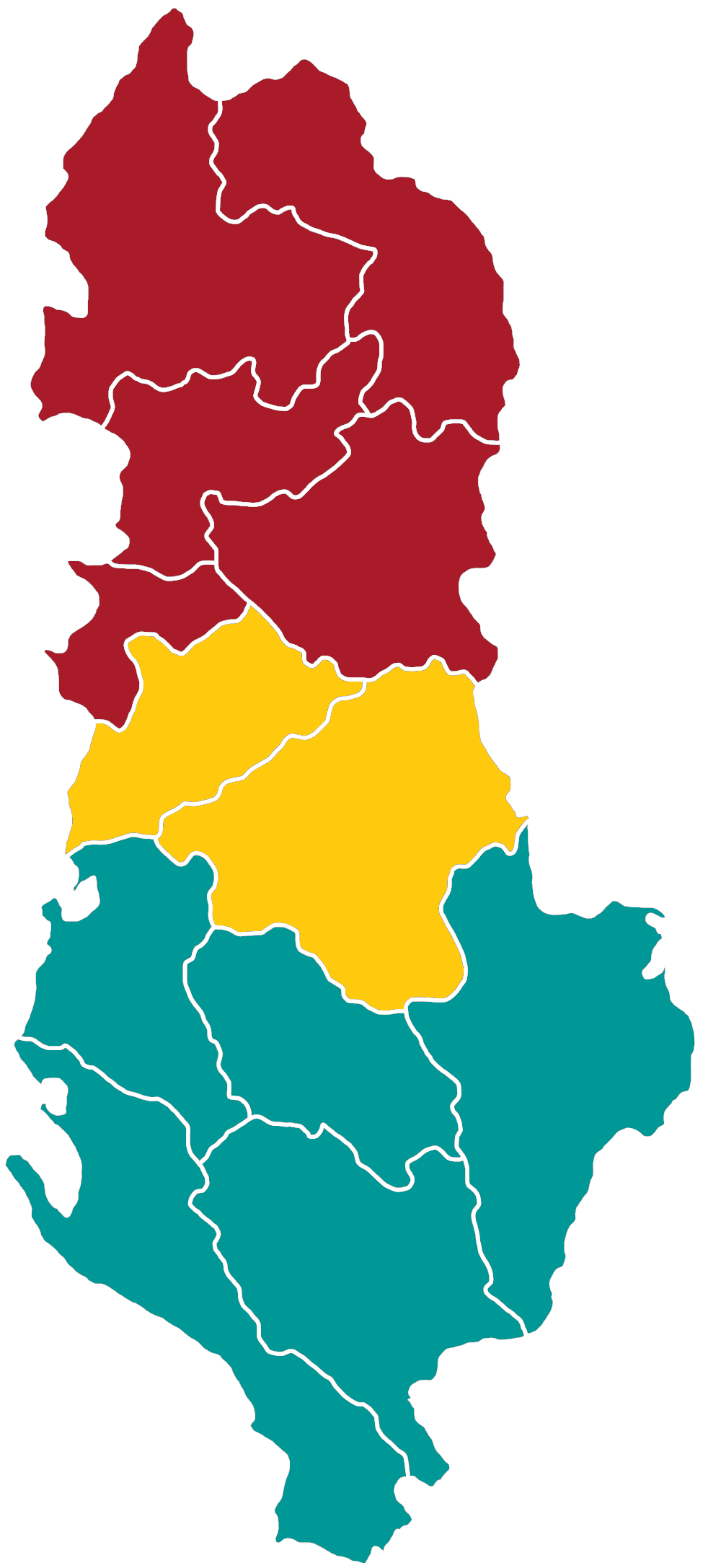
NUTS-2-Regionen Albaniens: Nordalbanien in rot

Nordalbanien, auch Nord-Albanien (albanisch Shqiperia e veriut), bezeichnet den nördlichen Teil Albaniens und ist eine der drei NUTS-Ebenen Albaniens.

## NUTS-Ebene
Die Region stellt die NUTS-2-Ebene AL01 dar. Sie umfasst das Gebiet nördlich der Linie Durrës–Dibra (ohne Tirana). Es ist eine nicht-administrative Region, die vom Albanischen Institut für Statistik (INSTAT) und Eurostat festgelegt worden ist.

### Gliederung
Die NUTS-Region Nordalbanien gliedert sich in fünf Qarks:
- Dibra
- Durrës
- Kukës
- Lezha
- Shkodra

Die NUTS-Region unterscheidet sich von anderen Bezeichnungen für Nordalbanien, wobei es keine administrative oder naturräumliche Region dieses Namens gibt. In einem geographischen oder kulturellen Kontext wird Durrës nicht zu Nordalbanien gezählt. Das von den Gegen bewohnte Gebiet wiederum umfasst, den von Albanern bewohnten Raum über die Landesgrenzen hinaus zweiteilend, alle Gebiete nördlich des Shkumbin und somit auch weite Teile der NUTS-Region Zentralalbanien.

### Kennzahlen
Das Bruttoinlandsprodukt der Region belief sich im Jahr 2011 auf 24,7 % des BIP von Albanien. In den Qarks Dibra, Lezha und Shkodra ist die Landwirtschaft der bedeutendste Wirtschaftszweig. Im Qark Lezha ist die Landwirtschaft fast gleichbedeutend wie der Handel. Nur im Qark Durrës haben Industrie und vor allem Handel eine deutlich höhere Wirtschaftsleistung.
Die Fläche der Region Nordalbanien beträgt 10.908 km². Dies entspricht 38 % der Fläche des Landes.
Die NUTS-2-Region Nordalbanien umfasst 834.543 Einwohner (Volkszählung 2011), was 30 % der Bevölkerung Albaniens entspricht.
Die größten Städte sind (Einwohnerzahlen von 2011):
- Durrës: 113.249 Einwohner
- Shkodra: 77.075 Einwohner
- Fushë-Kruja: 18.477 Einwohner
- Laç: 17.086 Einwohner
- Kukës: 16.719 Einwohner
- Sukth: 15.966 Einwohner
- Lezha: 15.510 Einwohner
- Mamurras: 15.284 Einwohner
- Peshkopia: 13.251 Einwohner
- Kruja: 11.721 Einwohner

## Region
Die Region Nordalbanien ist nicht genau definiert, da der Begriff Nordalbanien länger existiert als der Staat Albanien.

### Bevölkerung
Der größte Teil der Bevölkerung Nordalbaniens sind Gegen, ihre Sprache ist gegisch (albanisch gegë oder gegërisht). Das Gebiet wird hauptsächlich von Muslimen bewohnt, allerdings ist es gleichzeitig die Hochburg der römisch-katholischen Kirche im Land. Als „Hauptstadt“ des Nordens wurde Shkodra angesehen.

### Gebräuche
Bis in die aktuelle Zeit haben sich in Nordalbanien, besonders in der nordalbanischen Bergwelt bedingt durch die geographisch Abschottung, Sitten und Gebräuche erhalten. Dazu zählen die Schwurjungfrauen. Sie leben ehelos, aber dafür haben sie alle Vorrechte eines Mannes wie Haushaltvorstand. Sie leben und kleiden sich deshalb wie Männer. Der Kanun des Lekë Dukagjini ist ein Gewohnheitsrecht, das lange Zeit die wesentlichen Aspekte des Lebens in Nordalbanien bestimmte. Das Wiederaufleben des Gewohnheitsrechts in Nordalbanien führt zu einer Verschlechterung der Bedingungen von Mädchen und jungen Frauen in Nordalbanien.

### Klima

Klima in Albanien: Nordalbanien mit Seeklima und Mittelmeerklima

Nordalbanien weist wegen den Bergketten alpine Vegetation und trockenes kontinentales Klima auf. Der nördliche Teil ist nach der Effektive Klimaklassifikation von Köppen und Geiger geprägt vom Seeklima, während der südliche Teil Nordalbaniens vom Mittelmeerklima geprägt wird.

## Nordalbanische Alpen
Die Nordalbanischen Alpen (albanisch Alpet Shqipetare, deutsch auch: Verwunschene Berge) sind eine Gebirgskette ganz im Norden des Landes. Der höchste Berg ist die Jezerca, zugleich auch deer höchste Berg des Dinarischen Gebirges. Touristisch sind die Berge eine beliebte Wandergegend.